# Groszek kosmatostrąkowy
Groszek kosmatostrąkowy (Lathyrus hirsutus L.) – gatunek rośliny zielnej z rodziny bobowatych (motylkowatych). Rośnie dziko w Azji, Europie i Afryce Północnej, rozprzestrzenił się również na Azorach. W Polsce jest rośliną obcego pochodzenia (kenofitem) rzadko spotykanym. Stwierdzono jego występowanie m.in. na Górnym Śląsku.

## Morfologia

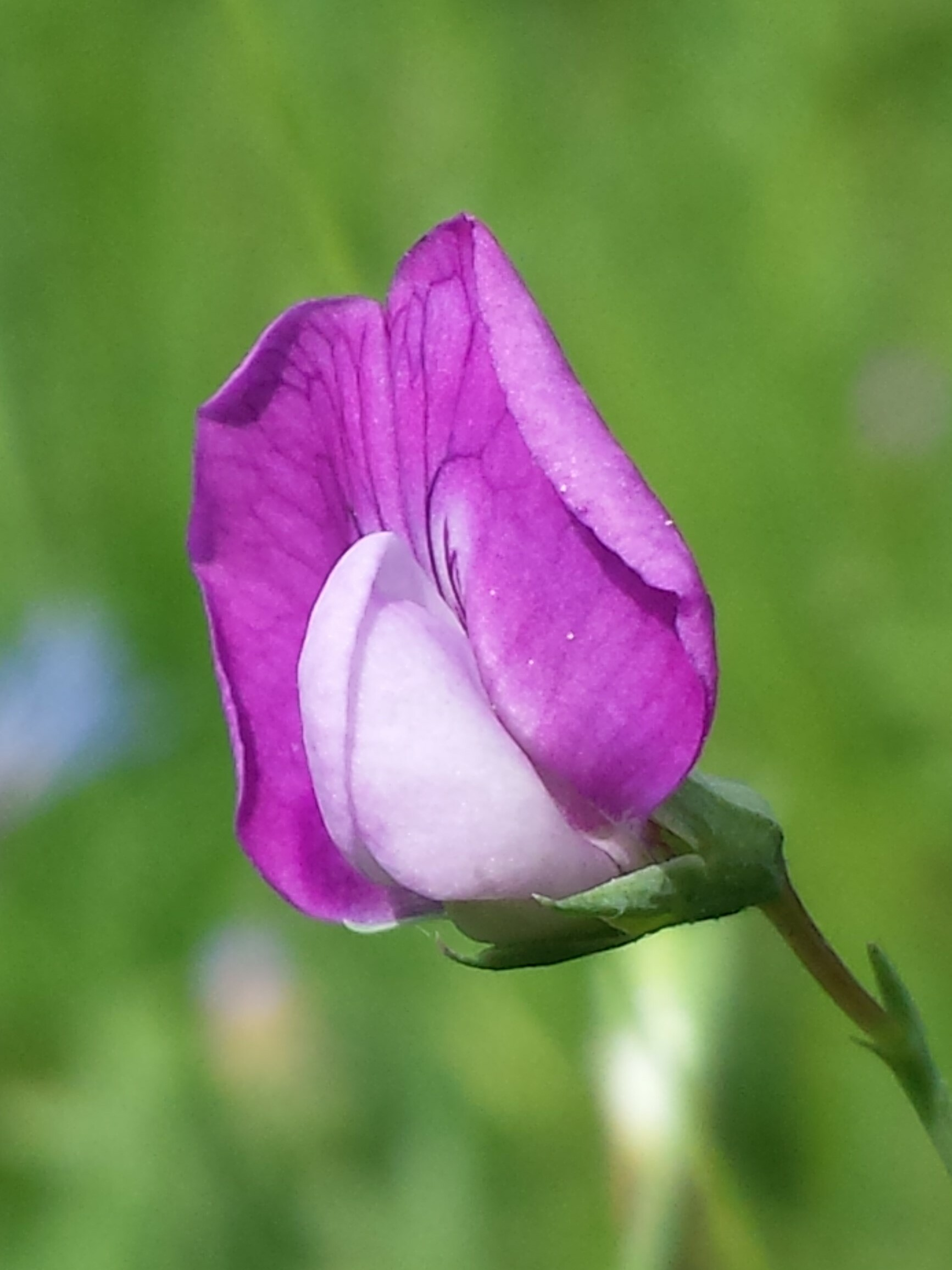
Kwiat

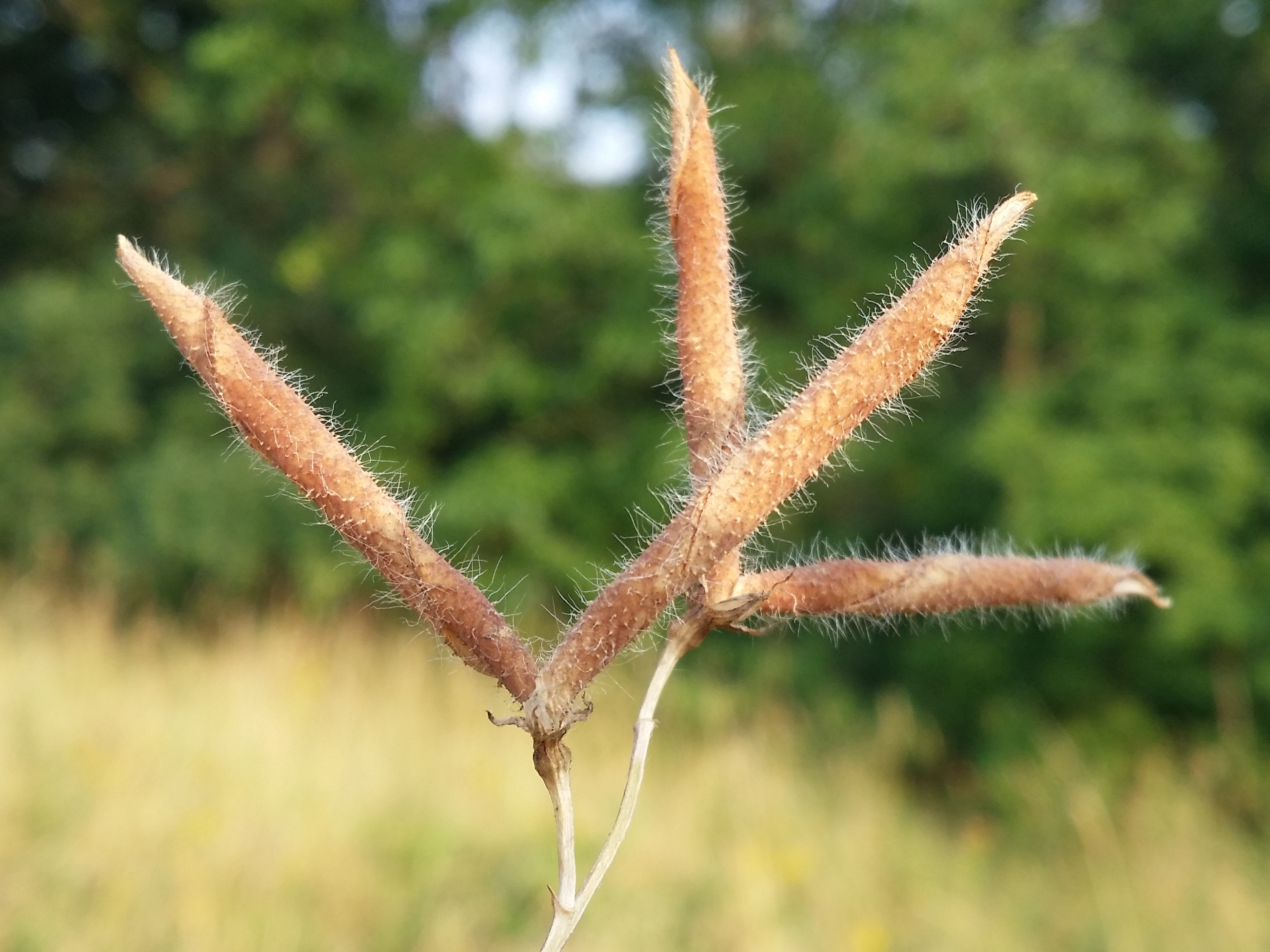
Owoce

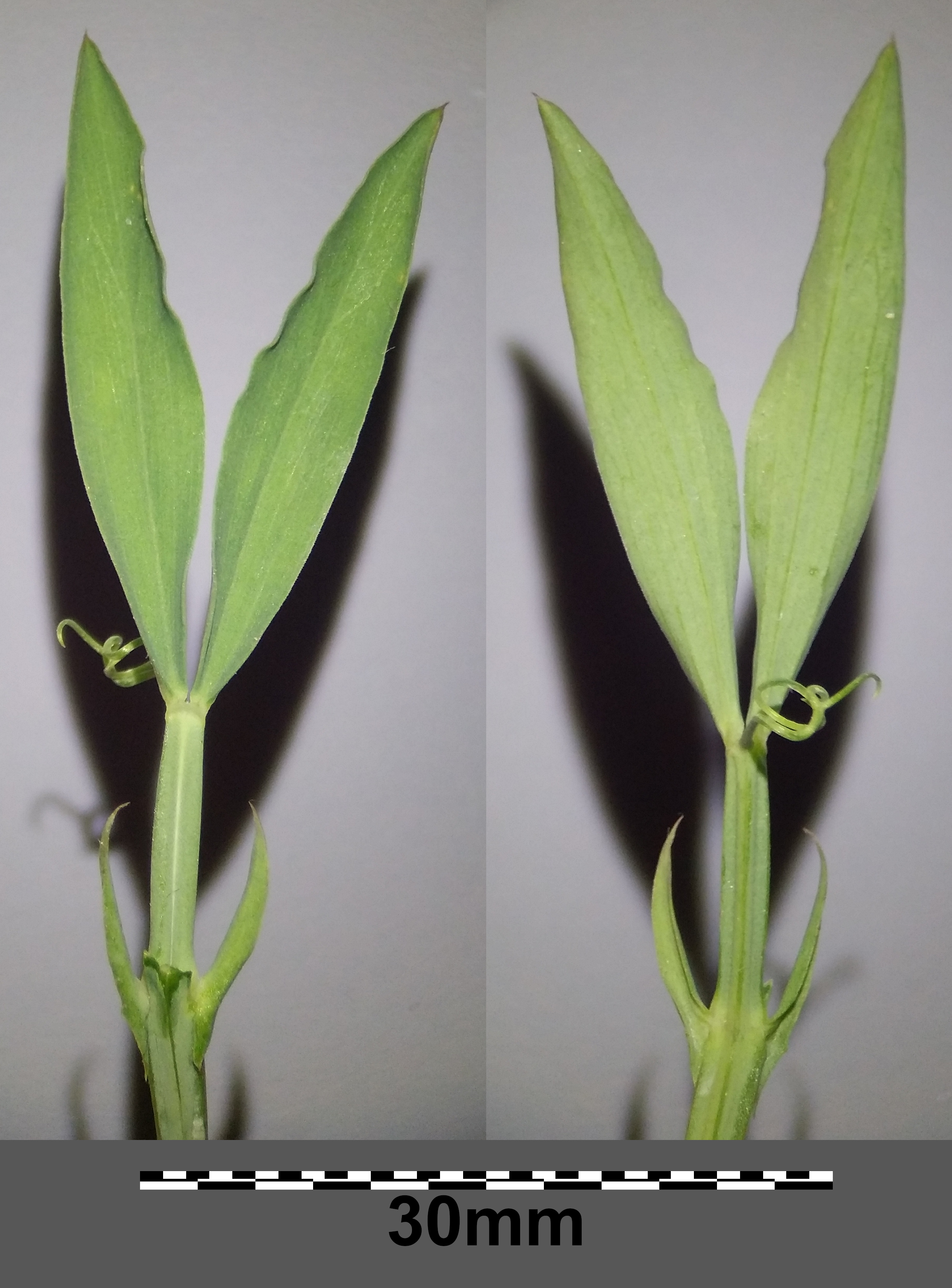
Liście

ŁodygaPnąca się lub podnosząca się, dość szeroko oskrzydlona, osiągająca długość 30-100 cm. Jest naga, lub rzadko tylko owłosiona.
LiścieZłożone z dwóch podługowatych lub lancetowatych listków wyrastających na wąsko oskrzydlonym ogonku. Osadka liścia zakończona jest wąsem.
KwiatyNa długiej szypułce 1-3 kwiaty motylkowe. Mają kolor purpurowoczerwony do niebiesko-fioletowego i jaśniejsze skrzydełka. Młode kwiaty w pąkach są kremowo-żółtawe. Korona jest krótsza od 20 mm. Ząbki kielicha są krótsze od jego rurki, lub co najwyżej nieco tylko dłuższe.
OwocJest na całej powierzchni pokryty odstającymi włoskami wyrastającymi z małych brodawek i jest to cecha, po której najłatwiej odróżnić ten groszek od innych, podobnych gatunków. Jest najczęściej 5-nasienny.
Podobne gatunkiGroszek leśny. Różni się liczbą kwiatków w kwiatostanie (najczęściej 5-wiele, wyjątkowo tylko 3) i strąkiem, który jest nieowłosiony.

## Biologia i ekologia
Roślina jednoroczna. Kwitnie od czerwca do sierpnia, jest owadopylna. Po dojrzeniu nasion dwie łupiny strąka skręcają się śrubowato, wyrzucając na pewną odległość nasiona. Występuje na polach, przydrożach, i siedliskach ruderalnych. Liczba chromosomów 2n= 14.